# Albert de Rezzato
Albert de Rezzato (italien : Alberto da Rezzato ou italien : da Reggio), mort en 1246, fut un évêque de Brescia de 1213 à 1227 puis un patriarche latin d'Antioche de 1227 à 1246.

## Biographie

### Évêque de Brescia
Albert était prévôt de la cathédrale de Reggio d'Émilie avant de devenir évêque de Brescia en mai 1213. Il assista au quatrième concile du Latran en 1215. En 1216, il fut élu podestat de Brescia. En tant que podestat, il lança immédiatement l'armée contre le comte Albert de Casaloldo (it), qui avait occupé la ville de Lonato. Le 26 août, il présenta aux consuls de Brescia un accord qu'il avait négocié avec le podestat de Mantoue à Marcaria.
En tant qu'évêque, Albert reprit le pouvoir aux vidames. Il introduisit les Dominicains à Brescia et translate les reliques de saint Faustino et saint Giovita. En 1218, il était présent lors de la signature du traité de paix entre Crémone et Milan. Il rejoignit la cinquième croisade au sein de l'armée organisée par Henri de Settala (en), arrivant en 1220 après le siège de Damiette. En 1223, il réforma le chapitre de la cathédrale. Il excommunia le prévôt de la cathédrale, Tolomeo, pour avoir mené une rébellion cléricale. Il déposa également l'abbé de San Tommaso di Acquanegra. En 1226, il était présent à Marcaria lors des négociations entre la Ligue lombarde et les représentants de l'empereur Frédéric II.

### Patriarche d'Antioche
En 1227, Albert fut nommé au patriarcat d'Antioche par le pape Grégoire IX, qui le nomma également légat apostolique pour le patriarcat. Le dominicain Guala de Brescia lui succéda comme évêque de Brescia, mais Albert continua d'administrer le diocèse au moins jusqu'en janvier 1230. Albert arriva à Antioche en 1230.
Les revenus du patriarcat étant insuffisants pour son établissement, Albert fut impliqué dans plusieurs conflits concernant les dîmes et les prébendes. Il réussit à contraindre l'abbaye cistercienne de Jubin à payer la dîme. En 1237, le pape s'impliqua dans un litige concernant la destitution d'Aimery, archidiacre de Tripoli, par Albert afin de pouvoir nommer son propre chancelier, Hubert, à ce poste. Albert semble avoir profité de la mort de l'évêque de Tripoli Guy de Valence pour imposer ses propres hommes au diocèse vacant. Albert de Robertis, un parent d'Albert, fut élu évêque de Tripoli en 1243 et poursuivit la vendetta contre les hommes de Guy, tentant même de destituer le chanoine Philippe de Tripoli, malgré le fait qu'en 1230, le patriarche avait demandé à Philippe, alors en Italie au service du pape Grégoire IX, de retourner à Antioche, probablement en raison de sa maîtrise de l'arabe.
Après l'accession au trône du prince Bohémond V d'Antioche en 1233, Albert exigea qu'il rende hommage au patriarcat, ce qu'il refusa. Bohémond fit ensuite arrêter plusieurs dignitaires patriarcaux, dont le châtelain de Cursat. Cependant, malgré plusieurs conflits, Albert refusa d'excommunier le prince. Il était favorable à l'union des Églises et, pour cette raison, favorisait les franciscains et les dominicains. Durant son mandat, le patriarche syriaque orthodoxe d'Antioche, Ignace III (en), fit une profession de foi qui fut acceptée comme orthodoxe par l'Église catholique, et les catholiques du patriarcat d'Antioche furent alors autorisés à se confesser aux prêtres syriaques.
Entre 1232 et 1234, Albert travailla pour le compte du pape Grégoire IX pour mettre fin à la guerre des Lombards et rétablir la paix entre l'empereur Frédéric II et la maison d'Ibelin dans le royaume de Jérusalem. En 1232, il apporta la proposition de paix de Richard Filangieri à la Haute Cour d'Acre, escorté par une grande garde dirigée par Jean d'Ibelin, surnommé Le Vieux Seigneur de Beyrouth.
Les succès diplomatiques d'Albert en Orient ne furent que temporaires, mais il impressionna le pape qui le convoqua en Italie pour un travail diplomatique en 1235. Il fut nommé légat en Lombardie. Il enquêta sur les allégations d'hérésie à Plaisance et négocia avec Crémone et la Ligue lombarde. Il fut demandé par l'empereur pour un autre mandat de légat en 1236, mais le pape le refusa.
En 1241, Albert, en sa qualité de légat à Antioche, entendit une affaire opposant Bohémond V d'Antioche aux Hospitaliers au sujet du fief de Maraclé. Il statua que l'héritier mineur du fief devrait décider d'accepter ou non le maître de l'Hôpital comme seigneur à sa majorité, mais qu'en attendant, le prince pourrait nommer quelqu'un pour administrer le fief tout en versant une indemnité à l'Hôpital. Cette décision mit fin au conflit pour le moment.
Fin 1244, préoccupé par la menace mongole,, Albert se rendit en Europe avant le concile de Lyon pour rendre visite à l'empereur, en guerre contre le pape. Dans une encyclique adressée à ses compatriotes européens, Frédéric qualifia le patriarche d'« ami intime et fidèle ». Il l'envoya auprès du pape avec un plan de paix très concessionnel, qui fut néanmoins rejeté. En juin 1245, le cardinal Raniero Capocci lui adressa un tract attaquant Frédéric II. Albert a assisté au concile de Lyon plus tard dans le mois, où il était l'un des hommes d'Église les plus pro-impériaux, mais il est décédé pendant le concile,.

## Légende
L'introduction en vieux français du Livre de Sydrac le philosophe est « le récit largement fictif d'un texte transmis à travers l'histoire par le roi légendaire Boctus » jusqu'à l'école de Tolède (en). Elle affirme que Théodore d'Antioche, philosophe à la cour de Frédéric II, obtint le texte, initialement en arabe, par corruption et le transmit au patriarche « Obert d'Antioche », généralement identifié à Albert de Rezzato. D'après ce texte, « le patriarche l'utilisa toute sa vie. Il avait avec lui un clerc nommé Jean Pier de Lyons. Cet homme le transcrivit et se rendit à l'école de Tolède, l'emportant avec lui ».
On ignore néanmoins si cette histoire est véridique.